# Auferstehungshistorie
L'Auferstehungshistorie SWV 50 (Histoire de la Résurrection) est un oratorio de Pâques composé en 1623 par le compositeur allemand Heinrich Schütz.

## Historique
L'Auferstehungshistorie (Historia der Auferstehung Jesu Christi ou Historia der fröhlichen und siegreichen Auferstehung unseres einigen Erlösers und Seligmachers Jesu Christi) est un oratorio de Pâques composé en 1623 par le compositeur allemand Heinrich Schütz, qui est alors maître de chapelle du prince-électeur Jean-Georges Ier de Saxe à Dresde depuis 1617,,,.
Bien que sereine, cette œuvre est pourtant composée pendant la guerre de Trente Ans.
L'Auferstehungshistorie a pu être salué comme le premier oratorio écrit en Allemagne et, selon Roger Tellart, il réussit une synthèse exemplaire des techniques d'écriture traditionnelles de la Renaissance et du stile nuovo baroque  venu d'Italie,.
Dans les cérémonies de la cour de Dresde, l'Histoire de la Résurrection de Schütz succède à celle de son prédécesseur, le Lombard Antonio Scandello, Resurrectio Domini nostri Jesu Christi, un oratorio écrit dans les années 1570-1580 (et réimprimé en 1612, 1621 et 1682) : Schütz a dirigé cette œuvre a plusieurs reprises et a été influencé par la sobre déclamation de son aîné,,.
Tout en restant donc attaché aux vieilles règles de la polyphonie de la Renaissance et en suivant le plan de Scandello, Schütz innove cependant dans cet oratorio en donnant au récit de l'évangéliste une grande liberté et une grande expressivité,,,,.

## Structure
Comme celui de Scandello, l'oratorio de Schütz commence par les mots  Die Auferstehung unsers Herren Jesu Christi, wie uns die von den Evangelisten beschrieben wird et se termine par les mots Gott sei dank, der uns den Sieg gegeben hat.
Chez Scandello, le rôle de l'évangéliste est tout à fait liturgique mais chez Schütz, bien qu'il reste principalement basé sur la mélodie liturgique, le récit de l'évangéliste reçoit une grande liberté et une déclamation expressive et souple, sobre et intense, influencée par le nouveau stile recitativo, et est accompagné par une basse continue composée d'un orgue ou d'un quatuor de violes de gambe,,,,.
La déclamation de l'évangéliste (l'historicus ou le storico) utilise le mode dorien en ré, le « ton de Pâques » de la liturgie grégorienne. Il dialogue avec les personen colloquenten, les chanteurs qui incarnent les personnages principaux (Jésus, les Saintes Femmes, Marie-Madeleine, les Anges, les diciples d'Emmaus, etc.),, dont les paroles sont composées pour deux ou plusieurs voix : celles des trois Marie comme un trio, celles des deux anges comme un duo et celles des 11 disciples comme un chœur à 6 voix.

## Accueil critique
Pour Sir George Grove, dans son « Dictionary of Music and Musicians (A.D. 1450-1889) in Four Volumes » de 1895, « cette œuvre est tout à fait remarquable, car elle représente une tentative très réussie d'allier l'expressivité dramatique au respect de la tradition ecclésiastique. ».

## Discographie sélective
L'Auferstehungshistorie a fait l'objet de plusieurs enregistrements sur les labels Eterna, Harmonia Mundi, Sony, Dacapo, Ricercar, Carus, Christophorus, Accent, Accentus,…
- 1972 : Dresdner Kreuzchor, Peter Schreier (évangéliste), dir. Martin Flämig (Eterna)

- 1990 : Concerto Vocale, Martin Hummel (évangéliste), dir. René Jacobs (Harmonia Mundi)

- 1991 : Kammerchor Stuttgart, dir. Frieder Bernius (Sony)

- 2009 : Ars Nova Copenhagen, Concerto Copenhagen et Sirius Viols, Johan Linderoth (évangéliste), dir. Paul Hillier (Dacapo Records)

- 2009 : Ricercar Consort, dir. Philippe Pierlot (Ricercar)

- 2014 : Dresdner Kammerchor, dir. Hans-Christoph Rademann (Carus)

- 2018 : La Chapelle Rhénane, dir. Benoît Haller (Christophorus)

- 2019 : La Petite Bande, dir. Sigiswald Kuijken (Accent)

- 2023 : Ensemble Polyharmonique, Benjamin Glaubitz (évangéliste) (Accentus Music)